# Ankst
 (décembre 2023).
Si vous disposez d'ouvrages ou d'articles de référence ou si vous connaissez des sites web de qualité traitant du thème abordé ici, merci de compléter l'article en donnant les références utiles à sa vérifiabilité et en les liant à la section « Notes et références ».
Ankst est un label indépendant gallois de musique, créé en 1988 à l'université galloise de Aberystwyth, par Alun Llwyd et Emyr Williams. Ankst a lancé de nombreux artistes gallois connus, comme Llwybr Llaethog, Super Furry Animals et Gorky's Zygotic Mynci. En 1997, le label s'est scindé entre Ankst Management (gérant les Super Furry Animals, Gorky's Zygotic Mynci, The Longcut, et Cerys Matthews) et Ankst Musik, le label à proprement parler (qui est maintenant basé à Pentraeth, en Anglesey).